# Quinta do Anjo
Quinta do Anjo es una freguesia portuguesa del concelho de Palmela, con 51,06 km² de superficie y 8.354 habitantes (2001). Su densidad de población es de 163,6 hab/km².